# Henk ten Cate
Henk ten Cate (IPA: /ˈɦɛŋk tɛn ˈkaː.tə/) (Amszterdam, 1954. december 9. –) holland labdarúgó, csatár, majd edző. A 2005-2006-os szezonban ő volt Frank Rijkaard asszisztense a FC Barcelonanál, és abban a szezonban Bajnokok Ligáját, és Spanyol bajnokságot nyertek. Ezután 2007 októberéig az AFC Ajax vezetőedzője volt, kupát és szuperkupát nyert az amszterdamiakkal. 2007. október 11-én csatlakozott a Chelsea FC csapatához mint asszisztens, de az elbukott Bajnokok Ligája döntő után 2008 májusában távozott, majd a Panathinaikósz vezetőedzője lett. Az 1999-2000-es szezonban az MTK Budapest FC edzőjeként Magyar Kupa-győztes és bajnoki második.
2018 májusában úgy döntött, hogy befejezi az edzősködést, amikor nem hosszabbított szerződést az al-Dzsazirával. 2018 decemberében aztán mégis visszatért a kispadra: Dzsudzsák Balázs korábbi csapata, az arab emírségekbeli El-Vahda FC (Egyesült Arab Emírségek) irányítását vette át, melyet bajnoki bronzéremig vezetett. Innen az idény végén távozott, majd 2019 novemberében a szaúdi élvonalbeli el-Áttihád vezetőedzőjének nevezték ki. 2021 márciusában visszatért az el-Vahda kispadjára, de októberben menesztették.

## Sikerei, díjai

### Edzőként
MTK Budapest FC:
- Magyar labdarúgó-bajnokság ezüstérmes: 1999-00
- Magyar labdarúgókupa győztes: 1999-00

AFC Ajax:
- Holland labdarúgó-bajnokság ezüstérmes: 2006-07
- Holland labdarúgókupa győztes: 2006-07
- Holland labdarúgó-szuperkupa győztes: 2007

Al-Dzsazira:
- UAE Arabian Gulf League bajnok: 2016-17

## Fordítás
- Ez a szócikk részben vagy egészben  a   Henk ten Cate című angol Wikipédia-szócikk fordításán alapul.  Az eredeti cikk szerkesztőit annak laptörténete sorolja fel. Ez a jelzés csupán a megfogalmazás eredetét és a szerzői jogokat jelzi, nem szolgál a cikkben szereplő információk forrásmegjelöléseként.